# Сивекинг, Карл
Карл Сивекинг (1 ноября 1787, Гамбург — 30 июня 1847, Гамбург) — германский юрист, политик, научный писатель, благотворитель и покровитель искусств. В некоторых источниках называется одним из самых влиятельных людей Гамбурга первой половины XIX века.

## Биография
Происходил из уважаемой гамбургской купеческой семьи. С детства проявлял интерес к искусству, поэтому был отдан на обучение в Гамбургскую академическую гимназию. С 1806 по 1810 год изучал право в Гёттингенском университете, затем недолгое время работал секретарём у своего дяди Карла Фридриха Рейнхард, министра при дворе короля Вестфалии, но вскоре вернулся в Гёттинген и габилитировался там, после чего некоторое время преподавал в качестве приват-доцента. В 1813 году, во время войны против Наполеона, вступил в ряды гамбургского ополчения, участвовал во взятии Парижа. В 1819 году был представителем ганзейских городов (Гамбург, Бремен, Любек) в Санкт-Петербурге, спустя год был назначен синдиком при гамбургском сенате; участвовал в разработке договора о беспошлинной торговле по Эльбе, а в 1827 году выезжал в Рио-де-Жанейро в ранге чрезвычайного посла, где сумел заключить выгодный для ганзейских городов торговый трактат. С 1830 года был делегатом от Гамбурга в рейхстаге Германского союза во Франкфурте. Активно занимался покровительством искусств и благотворительностью, основал приют для безнадзорных детей.
Лекции его были напечатаны под заглавием «Geschichte von Florenz» и «Geschichte der Platonischen Akademie zu Florenz» (в «Schriften der Akademie von Hamb.», том I, Гамбург, 1844). Известная благотворительница Амалия Сивекинг приходилась ему двоюродной сестрой.